# Jennie Linnéll
Jennie Linnéll (Tyresö, 7 de diciembre de 1988) es una exjugadora de balonmano sueca. Actualmente trabaja como entrenadora de balonmano.

## Trayectoria
Linnéll comenzó a jugar al balonmano en su ciudad natal, en el club local Tyresö HF. En 2007, participó con la selección sueca de balonmano playa en el Campeonato Europeo de Balonmano Playa.
Entre 2007 y 2010 formó parte del club danés KIF Vejen. Posteriormente, la lateral se incorporó al H 65 Höör, equipo de la primera división sueca. Con este club ganó la EHF Challenge Cup en la temporada 2013/14.
En el verano de 2015, fue fichada por el HC Odense, también de la primera división danesa. Tras la incorporación al equipo de las defensoras Deonise Cavaleiro y Susanne Astrup Madsen en el verano de 2016, el contrato de Linnéll fue rescindido de mutuo acuerdo en septiembre de ese mismo año. Al mes siguiente, se unió al Skuru IK, otro club de la primera división sueca.
En febrero de 2019 sufrió una rotura del ligamento cruzado. Cuando su contrato con Skuru finalizó en el verano de 2020, quedó sin equipo.
Desde 2018, Linnéll ha trabajado como experta televisiva en partidos de balonmano transmitidos por el servicio de streaming sueco C More y la cadena de televisión privada TV4. A partir de 2022, comenzó a ejercer como entrenadora asistente de la selección juvenil sueca.  Desde el verano de 2024, entrena a dicho combinado junto a Fredrik Söderberg Wernheim. 
A partir de la temporada 2025/26, asumirá la dirección del equipo femenino del Huddinge HK —que compite en la segunda liga sueca más importante— junto a Daniel Båverud.

### Trayectoria de clubes
- –2007: Schweden Tyresö HF
- 2007–2010:  KIF Vejen
- 2010–2015:  Schweden H 65 Höör
- 2015–2016:  HC Odense
- 2016–2020:  Schweden Skuru IK

## Títulos
- 1 x Copa EHF (2013/14)

## Vida personal
Su madre, Eja Linnéll (de soltera Magnusson), jugó durante nueve años en la selección nacional sueca de balonmano. Su padre, Ingemar Linnéll, también fue miembro de la selección nacional y, tras finalizar su carrera como jugador, trabajó como entrenador. Tanto su hermano, Jesper Linnéll, como su hermana gemela, Jonna Linnéll, compitieron en la máxima categoría del balonmano sueco.